# GLUT2
GLUT2, eller glukostransportprotein 2, är transmembrant protein som medför passiv transport av glukos över cellmembranen i hepatocyter, och i njurarna. Det är den huvudsakliga transportören för överföring av glukos mellan lever och blod. Till skillnad från GLUT4 är den inte beroende av insulin för underlättad diffusion.
Hos människor kodas detta protein av SLC2A2-genen.

## Vävnadsfördelning
GLUT2 finns i cellmembran i följande vävnader:
- Levern
- Betacellerna i pankreas. (Primär hos möss, tertiär hos människa efter GLUT1 och GLUT3)[4]
- Hypothalamus (Inte alltför signifikant)
- Basolaterala och stavbrämsmembranen i tunntarmen (organ för upptag av glukos från födan).[5]
- Basolateralmembranen på njurens rörformiga celler.[6]

## Funktion
GLUT2 har hög kapacitet för glukos men låg affinitet (hög KM, ca 15–20 mM) och fungerar därmed som en del av "glukossensorn" i gnagarnas bukspottkörtelceller β-celler, men i mänskliga β-celler verkar GLUT2:s roll vara mindre. Det är en mycket effektiv bärare av glukos.
GLUT2 bär också glukosamin.
När glukoskoncentrationen i tunntarmens lumen går över 30 mM, såsom förekommer i absorberande tillståndet, är GLUT2 uppreglerad vid stavbrämmembranet, vilket förbättrar kapaciteten för glukostransport. Basolateral GLUT2 i enterocyter hjälper också till vid transport av fruktos in i blodomloppet genom glukosberoende samtransport.

## Klinisk betydelse
Defekter i SLC2A2-genen är förbundna med en viss typ av glykogenlagringssjukdom som kallas Fanconi-Bickel syndrom.
Vid läkemedelsbehandlade diabetiska graviditeter där glukosnivåerna hos kvinnan är okontrollerade beror neuralrörs- och hjärtdefekter i den tidigt utvecklande hjärnan, ryggraden och hjärtat på funktionella GLUT2-bärare, och defekter i GLUT2-genen har visat sig vara skyddande mot sådana defekter hos råttor. Även om bristen på GLUT2-anpassningsförmåga är negativ, är det dock viktigt att komma ihåg det faktum att huvudresultatet av obehandlad graviditetsdiabetes verkar orsaka att barn är av storlek över genomsnittet, vilket mycket väl kan vara en fördel som hanteras mycket bra med en hälsosam GLUT2-status.
Att upprätthålla en reglerad osmotisk balans av sockerkoncentration mellan blodcirkulationen och de interstitiella utrymmena är avgörande i vissa fall av ödem såsom hjärnödem.
GLUT2 verkar vara särskilt viktigt för osmoreglering och förhindra ödeminducerad stroke, övergående ischemisk attack eller koma, särskilt när blodsockerkoncentrationen är över genomsnittet. GLUT2 kan rimligen kallas "diabetisk glukostransportör" eller en "stresshyperglykemiglukostransportör."
SLC2A2 är förknippad med kliniska stadier och oberoende förknippad med total överlevnad hos patienter med levercancer, och kan betraktas som en ny prognostisk faktor för denna.